# マドンナ・ヴェルデ
『マドンナ・ヴェルデ』は、海堂尊の長編小説。『小説新潮』に2009年9月号から2010年2月号にかけて連載され、2010年3月17日に新潮社から刊行された。同じく新潮社から刊行された『ジーン・ワルツ』の続編。
本書と『ジーン・ワルツ』を原作として、『マドンナ・ヴェルデ〜娘のために産むこと〜』のタイトルで2011年にテレビドラマ化された。

## 概要
本作では『ジーン・ワルツ』の裏で起きた描き明かされなかった出来事の部分を補足した、いわば『ジーン・ワルツ』の裏編となっている。代理母出産で娘の子供を産むことになった主婦のストーリーが展開される。
2009年9月号から2010年2月号に掛けて『小説新潮』で連載され、2010年3月に単行本化。本作品は、2010年度、第23回 山本周五郎賞の候補作となった。2013年3月に文庫化。

## ストーリー
桜宮市に住む主婦の山咲みどりは平凡な生活を送っていたが、ある日、東京の帝華大学に産科医として勤める娘の理恵が帰省し、理恵は子宮に奇形が出来てしまい出産できない体になった事を告げると共に、みどりに自分の子供を代わりに産んでほしいと頼んでくる。
戸惑いながらも愛する娘のためにその提案を引き受けるみどりだったが、代理母出産は日本の法律で認められておらず、お腹の子供の母親は法の下では産んだ当人であるみどりと定められていた。
やがて人工授精によりみどりは2人の子供を宿すことになったが、理恵はみどりも予想しなかった信じられない行動を取る。さらに理恵はこの代理母出産で、倫理に反するある禁忌を行っていた。それを知ったみどりは子供の未来を守るため、理恵と戦う決意をする。

## 登場人物
山咲みどり
桜宮市のマンション「メゾン・ド・マドンナ」に住む55歳の主婦。文房具屋の卸問屋の一人娘として育ち、東城大学理論物理学科助手であった夫の貴之を若くして亡くし、その後は夫の職場で秘書として働いていた。
曾根崎理恵
帝華大学医学部産婦人科学教室の産婦人科医でマリアクリニックの非常勤医師。東城大学医学部出身。理知的でドライに物事を割り切る冷静さから、「クール・ウィッチ（冷徹な魔女）」の異名を持ち、母親ですらも時折距離感を抱いている。
曾根崎伸一郎
理恵の夫で世界的なゲーム理論の権威者。聡明だが物事を論理的に解釈して物事を語る一種の変人。みどりの上司だった曾根崎峰男教授の息子で、理恵とは学生の頃に結婚した。現在は渡米してマサチューセッツ工科大学に在籍しており、みどりとは代理母出産を通じて手紙のやり取りをしている。
清川吾郎
帝華大学医学部産婦人科学教室准教授。幾多の女性と浮名を流すプレイボーイであるため、人柄の評価は低いが、技量の高さは一目置かれているため医師としての評価は高い。理恵とは男女の仲になったことがある。
三枝茉莉亜
マリアクリニックの院長。末期の肺癌で病床に臥しており、余命も幾許も無い。
妙高みすず
マリアクリニックの助産師。
青井ユミ
マリアクリニックに通う妊婦で、ギャル風の格好をした20歳の女性。子供の父親に逃げられたため、子供を煩わしく思い中絶を考えている。ひょんなことからみどりと親しくなり、交流を深めるようになる。
丸山
みどりが参加する句会、「あらたま」の主宰者。

## 書誌情報
- 単行本：2010年3月19日発売[1]、新潮社、ISBN 978-4-10-306572-2
- 文庫本：2013年2月28日発売[5]、新潮文庫、ISBN 978-4-10-133312-0

## テレビドラマ
『マドンナ・ヴェルデ〜娘のために産むこと〜』のタイトルで、NHK総合「ドラマ10」枠で2011年4月19日から5月24日まで連続ドラマとして放送。連続6回。キャッチコピーは「お母さん、私の子どもを産んでくれない？」。
2012年4月2日より6回、月曜日（午前10時台と深夜12時台後半）の「ドラマ10」再放送枠でアンコール放送された。
基本的には原作の流れ通りストーリーは進むものの、設定や展開の一部などで原作と違いがあり、特に結末は大幅に変更されている。なお、第3回の句会のシーンにて、原作者である海堂尊が句会の参加者役でカメオ出演（台詞あり）している。

### 出演
- 山咲みどり - 松坂慶子（理恵の少女時代のみどり - 小谷早弥花）
- 曽根崎理恵 - 国仲涼子
- 曽根崎伸一郎 - 片桐仁
- 青井ユミ - 南明奈
- 妙高みすず - 柴田理恵
- 荒木浩子 - 相田翔子
- 荒木達弥 - 三宅弘城
- 神崎貴子 - 馬渕英俚可
- 熊田幸子 - 大島蓉子
- 阿部大吾 - 芦川誠
- 高木路子 - 市川千恵子
- 関町仁 - 堀越富三郎
- 津田コージ - タモト清嵐
- 清川吾郎 - 勝村政信
- 屋敷統 - 本田博太郎
- 盛田克子 - 松金よね子
- 三枝茉莉亜 - 藤村志保
- 丸山慧 - 長塚京三

### スタッフ
- 原作 - 海堂尊『マドンナ・ヴェルデ』『ジーン・ワルツ』（新潮社）
- 脚本 - 宮村優子
- 音楽 - 村松崇継
- 主題歌 - リベラ『生命（いのち）の奇跡』
- 演出 - 本木一博、富沢正幸
- 制作統括 - 佐野元彦、田村文孝
- 制作 - NHKエンタープライズ
- 制作・著作 - NHK

### 放送日程
| 各回                                                     | 放送日  | サブタイトル       | 演出     | 視聴率 |
| -------------------------------------------------------- | ------- | ------------------ | -------- | ------ |
| 第1回                                                    | 4月19日 | 希望の卵           | 本木一博 | 07.3%  |
| 第2回                                                    | 4月26日 | 55歳の妊婦         | 本木一博 | 08.2%  |
| 第3回                                                    | 5月03日 | 命の光             | 富沢正幸 | 07.2%  |
| 第4回                                                    | 5月10日 | あなたには渡さない | 富沢正幸 | 06.3%  |
| 第5回                                                    | 5月17日 | 聖母の戦い         | 富沢正幸 | 09.0%  |
| 最終回                                                   | 5月24日 | 未来の子どもたち   | 本木一博 | 10.1%  |
| 平均視聴率 8.0% 視聴率は関東地区・ビデオリサーチ社調べ） |         |                    |          |        |

### 関連商品
DVD
- 『マドンナ・ヴェルデ〜娘のために産むこと〜 DVD-BOX』（2011年9月21日発売、東映・東映ビデオ）

CD
- 村松崇継『NHKドラマ10「マドンナ・ヴェルデ」オリジナル・サウンドトラック』（2011年4月27日発売、ユニバーサルミュージック、TOCP-71078）